# Wim Jonk
Wilhelmus "Wim" Maria Jonk, född 12 oktober 1966 i Volendam, är en nederländsk före detta fotbollsspelare.

## Karriär

### Klubblag
Wim Jonk slog igenom i FC Volendam 1986 då han gjorde 23 mål på 36 matcher när klubben avancerade från Eerste Divisie till Eredivisie. Ett år senare såldes Jonk till den nederländska storklubben Ajax.
1990 vann han Eredivisie för första gången och 1992 gjorde han mål i UEFA-cup finalen som Ajax vann på bortamålsregeln mot Torino.
Sommaren 1993 värvades Jonk tillsammans med lagkamraten Dennis Bergkamp till italienska Inter. Under sin tid i Inter så spelade Jonk 44 matcher i Serie A och gjorde återigen mål i en UEFA-cup final, den här gången mot FC Salzburg och Inter gick segrande ur turneringen.
Han vände hem till Nederländerna 1995 då han skrev på för Ajax stora rivaler PSV Eindhoven. Efter tre år i PSV så gick Jonk vidare till engelska Sheffield Wednesday där han avslutade karriären år 2000.

### Landslag
Jonk gjorde debut för Nederländerna i en 3-2-seger mot Österrike 27 maj 1992. Till VM 1994 hade han blivit ordinarie på innermittfältet där han fick spela med antingen Jan Wouters eller Rob Witschge. I öppningsmatchen mot Saudiarabien så kvitterade Jonk till 1-1. Jonk gjorde även mål i åttondelsfinalen mot Irland som Nederländerna vann med 2-0.
Jonk blev även uttagen till VM 1998, där han spelade i fem av Nederländernas sju matcher. Wim Jonk gjorde totalt 49 landskamper och elva mål.

## Meriter
Ajax
- Eredivisie: 1990
- KNVB Cup: 1993
- UEFA-cupen: 1992

Inter
- UEFA-cupen: 1994

PSV Eindhoven
- Eredivisie: 1997
- KNVB Cup: 1996
- Johan Cruijff Shield: 1996, 1997, 1998